# SimmerTime 2
SimmerTime 2 is een Friestalig muziekalbum dat werd uitgebracht in oktober 2000 als opvolger van SimmerTime.
Het album, met de ondertitel lietsjes en sketchskes út it Frysk Muzykteater, werd samengesteld ter gelegenheid van Simmer 2000. Een reizend muziektheater, met medewerking van De Kast, Rients Gratama, Piter Wilkens en Maaike Schuurmans, bezocht in dat jaar een aantal Friese steden.
Op de cd staat naast nummers in het Fries een zestal sketches (nummers 9 t/m 14). Wa't ik bin, een duet van Syb van der Ploeg en Schuurmans, verscheen eerder op SimmerTime en werd ook op het tweede album opgenomen.

## Nummers
1. Ik ha dy leaf (4:16)
2. Pake syn wein (3:50)
3. Wa't ik bin (6:23)
4. Jongfolk ha wille (4:04)
5. Yn myn tinzen (3:39)
6. Knoopkes (4:19)
7. Wat is leafde (3:07)
8. De swalker (6:35)
9. Alle leeftiden (3:04)
10. Rients net  (3:31)
11. De buterberg (3:41)
12. De slach (6:24)
13. Op 'e groei (3:39)
14. Ekskuus (2:43)
15. It paad werom (5:43)
16. De bugel fan looft den heer (3:56)
17. Simmer 2000 liet (5:10)

## Hitlijsten
| Album met eventuele hitnotering(en) in de Nederlandse Album Top 100 | Datum van verschijnen | Datum van binnenkomst | Hoogste positie | Aantal weken | Opmerkingen |
| ------------------------------------------------------------------- | --------------------- | --------------------- | --------------- | ------------ | ----------- |
| SimmerTime 2                                                        | 2000                  | 21-10-2000            | 39              | 5            |             |